# Jatropha marmorata
Jatropha marmorata là một loài thực vật có hoa trong họ Đại kích. Loài này được Thulin mô tả khoa học đầu tiên năm 2002 publ. 2003.